# Nederlandse Spitsbergenexpeditie (1968-1969)

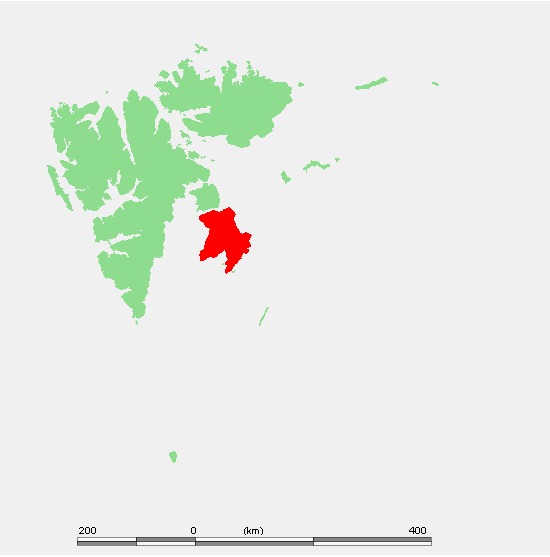
Ligging van Edgeøya binnen de Spitsbergen-archipel

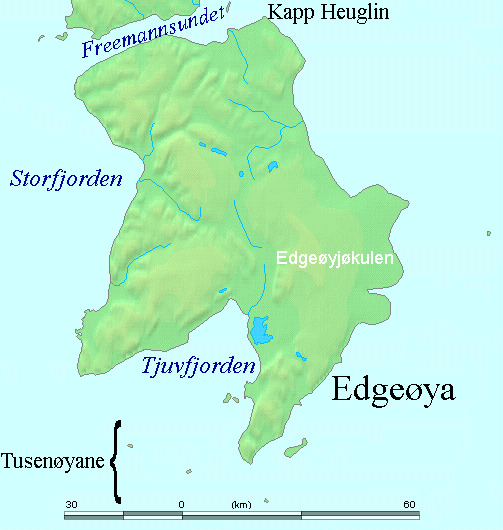
Kaart van Edgeøya

De Nederlandse Spitsbergenexpeditie was een wetenschappelijke expeditie die plaatsvond van augustus 1968 tot september 1969. Tijdens deze expeditie overwinterden vier Nederlandse studenten, ondersteund door een team, op Kapp Lee op Edgeøya, een eiland dat deel uitmaakt van de Spitsbergen-archipel.

## Achtergrond
De expeditie werd uitgevoerd onder auspiciën van het toenmalige Rijksinstituut voor Veldbiologisch Onderzoek ten behoeve van het Natuurbehoud (RIVON) en heeft onder andere steun gekregen van het Wereld Natuurfonds. Ze werd georganiseerd op uitnodiging van zoöloog Thor Larsen van het Noorse wetenschappelijke Poolinstituut (Norsk Polar Institutt) in Oslo. De expeditie was primair gericht op onderzoek naar de verspreiding en ecologie van de ijsbeer, op basis van een internationale afspraak gemaakt in 1965, in Fairbanks (Alaska) tussen de Verenigde Staten, Canada, Denemarken, Noorwegen en Rusland.

## Wetenschappelijke resultaten
De bevindingen van de expeditie hebben geleid tot een beter inzicht in de ecologie van de ijsbeer en de reële gevaren voor het voortbestaan van de ijsbeer als diersoort. De onderzoeksresultaten hebben uiteindelijk een bijdrage geleverd aan de totstandkoming van de Internationale Conventie ter Bescherming van IJsberen in 1973.
Naast ijsberenonderzoek is tijdens de expeditie ook veldonderzoek gedaan naar andere inheemse zoogdieren, zoals het rendier, de poolvos en de baardrob. De expeditie heeft vogelbroedkolonies geïnventariseerd, met name op Edgeøya (drieteenmeeuw) en Barentsøya (brandgans en zwarte zeekoet). Ook is er begonnen met bodemvegetatieonderzoek, in relatie tot het voedselpatroon van rendieren.
De vier studenten (Eric Flipse, Paul de Groot, Ko de Korte en Piet Oosterveld) kregen in 1970 de ANV-Visser Neerlandia-prijs voor persoonlijke verdiensten uitgereikt voor hun doorzettingsvermogen tijdens de expeditie.

## Literatuur

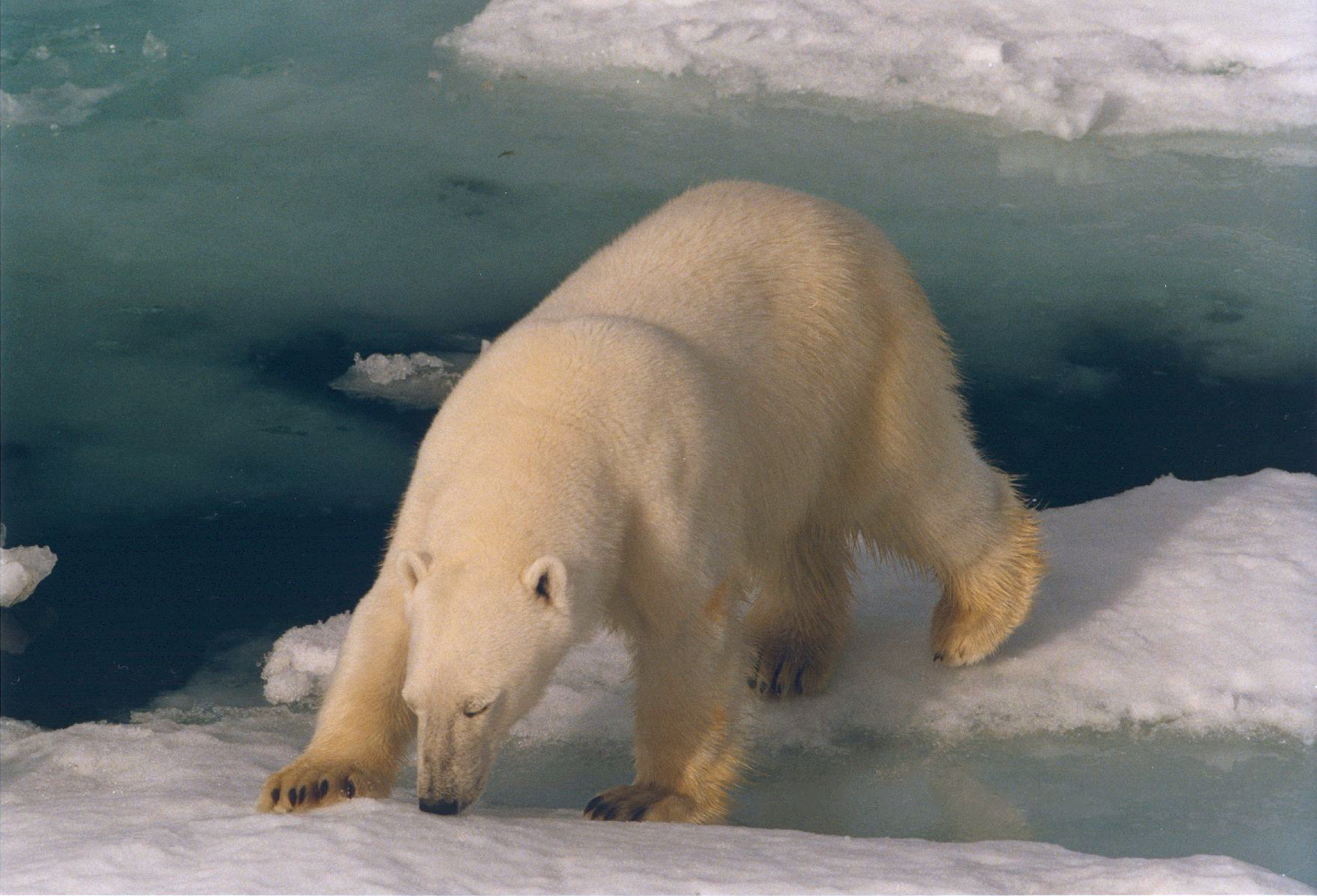
IJsbeer op Spitsbergen